# Dezir
Se denomina dezir (pronunciado "dedsir" en la fonología de su época) a un poema más extenso que la canción de la lírica cancioneril, perteneciente a la Escuela alegórico-dantesca de la lírica cortesana del Prerrenacimiento en el siglo XV castellano, de tema más variado y de contenido narrativo, alegórico y doctrinal.

## Características
Puede ser de carácter poliestrófico (como el Infierno de los enamorados del marqués de Santillana o el Claroescuro de Juan de Mena, que mezclan arte menor y mayor), pero siempre es sobre asuntos más variados que la canción (antes cantiga) que desarrollaba la poética medieval del amor cortés con el estilo y procedimientos de la lírica trovadoresca provenzal; los temas del dezir son amorosos, morales, religiosos, satíricos, etc., pero en especial narrativos, alegóricos y doctrinales y de tema más culto y ambicioso, destinados a la recitación y no al canto. En cuanto a la métrica, domina la copla de arte mayor en dodecasílabos, o alterna estrofas de arte menor (por lo general octosílabos o de ocho sílabas) o en orden compuesto (esto es, de arte mayor pero de más de once sílabas (endecasílabos), por lo general versos de doce o dodecasílabos que, como todos los de este orden, exigen cesura o pausa en algún lugar del verso, en el caso de los dodecasílabos tras la sexta sílaba, además de tener un ritmo de cuatro acentos fuertes en sílabas separadas por dos sílabas átonas o débiles).

## Testimonios
Los ejemplos más tempranos de esta clase de poemas pueden encontrarse en el Cancionero de Baena, de la época del rey Juan II de Castilla, y luego en el Cancionero de Estúñiga (compilado en la corte napolitana de Alfonso V de Aragón) y en el Cancionero General (Valencia, 1511) de Hernando del Castillo, que recoge la obra de los poetas de la corte de los Reyes Católicos, aunque también incluye otras de tiempos de Juan II y de Enrique IV. 
El más temprano y entre los de más fama fue el Dezir a las siete virtudes (1407) de Francisco de Imperial, que, en palabras de la hispanista Margherita Morreale, “marca un hito en la historia de la literatura española, por su novedad temática y formal”
De Imperial introduce en Castilla la alegoría larga al estilo de Dante Alighieri y delinea las características principales de los decires narrativos en coplas de arte mayor que don Íñigo López de Mendoza, marqués de Santillana (Claroscuro, y la escuela alegórico-dantesca que él inaugura llevarán a su cumbre. "En efecto, con Imperial se impulsa una gran novedad poética, pues con él arrancan usos artísticos que estarán vigentes en todo el Cuatrocientos gracias al empleo que de ellos hizo Santillana, desde los motivos dantescos (el viaje, el guía) hasta el estilo (los símiles, las reminiscencias clásicas), los calcos léxicos, etc.". De hecho, el dezir fue ampliándose tanto en el siglo XV que terminó siendo el fundamento de grandes poemas como la Comedieta de Ponza de Santillana y el Laberinto de Fortuna de Juan de Mena y originando según Hamlin dos subgéneros: los poemas dantescos o “microcomedias” y los “infiernos de amor”, subgénero amatorio de desarrollo independiente, cuyo modelo es El sueño y el Infierno de los enamorados de don Íñigo López de Mendoza y que se aleja en realidad de las características más comunes de los decires de la escuela alegórica dantesca utilizando, entre otras diferencias, el verso de arte menor. Este subgénero tiene su raíz en el canto V del Inferno de Dante Alighieri.
Cultivaron este género discípulos de De Imperial, como Ruy Páez de Rivera y Diego de Valencia; Íñigo López de Mendoza, Diego de Burgos, Diego Guillén de Ávila y Juan de Mena, entre otros.